# Bye by me
「Bye by me」（ばいばいみー）は2020年4月18日に配信限定でリリースされたVaundyの楽曲。

## 概要
前作「life hack」から26日ぶりのリリースである。
本楽曲は自身初のタイアップ曲であり、テレビ東京系ドラマ25『捨ててよ、安達さん。』のオープニング主題歌として書き下ろされた。
オープニングを担当することが発表された際、Vaundyは『ドラマの内容から「安心して捨ててもいいんだよ」を楽曲のテーマとし、少し切なく、でもその中に温かさのある曲に仕上げました。』とコメントしていた。

## ミュージックビデオ
本楽曲のミュージックビデオはリリースと同日の2020年4月18日に公開された。
内容は「部屋」、「日常の生活」というドラマともリンクするような定点カメラで生活の一部を切り取り、何気ない日常の生活の中にとあるギミックが散りばめられた作品となっている。
凛里子と木下卓也が出演しており、ディレクターは川崎龍弥（isai）が担当している。

## 収録内容
| #  | タイトル      | 作詞・作曲・編曲 | 時間 |
| -- | ------------- | ---------------- | ---- |
| 1. | 「Bye by me」 | Vaundy           | 4:02 |